# Фонклеро
Фонклеро (фр. Fontclaireau) насеље је и општина у западној Француској у региону Поату-Шарант, у департману Шарант која припада префектури Ангулем.
По подацима из 2011. године у општини је живело 410 становника, а густина насељености је износила 73,08 становника/km². Општина се простире на површини од 5,61 km². Налази се на средњој надморској висини од 124 метара (максималној 124 m, а минималној 56 m).

## Демографија
| 1962. | 1968. | 1975. | 1982. | 1990. | 1999. | 2011. |
| ----- | ----- | ----- | ----- | ----- | ----- | ----- |
| 333   | 354   | 324   | 292   | 300   | 360   | 410   |

График промене броја становника у току последњих година